# JCIIフォトサロン
JCIIフォトサロン（JCII Photo Salon）とは、写真のギャラリー。1991年開設。
「JCII」とは、本ギャラリーの運営主体である、1954年に発足した財団法人日本写真機検査協会（Japan Camera Inspection Institute）（1973（昭和48）年より財団法人日本写真機光学機器検査協会（Japan Camera and Optical Instruments Inspection and Testing Institute）、1999（平成11）年より財団法人日本カメラ財団（Japan Camera Industry Institute））のことである。
写真展を開催しているが、単に最近話題の作家の作品をということではなく、写真史的な観点からの企画となっている。また、展覧会企画ごとに、薄いながら、展覧会カタログ（冊子）を制作している。写真家の個展・グループ展ばかりではなく、横断的なテーマに沿った企画展示、また、最近作ばかりではなく、歴史的な作品を展示することがあるなどの点に特徴があり、他のギャラリー（メーカー系、独立系、自主系いずれも）と一線を画している。
日本カメラ博物館およびJCIIライブラリー（蔵書のネット検索も可能、）が併設されている。また、JCII News（無料）を月刊で発行している。

## 詳細
- 開館時間：10:00～17:00
- 休館日：毎週月曜日 （月曜日が祝日の場合は開館）および年末年始など
- 入館料：無料
- 住所：〒102-0082 東京都千代田区一番町25番地 JCII ビル（地図）
- 最寄り駅：地下鉄半蔵門線・半蔵門駅

## 展覧会の例
- JCII L JCIIライブラリー10周年記念展 写真雑誌の軌跡（2001年）
  - 展覧会カタログも存在する（白山眞理・佐伯恪五郎・他編）